# Mister Global 2022
Mister Global 2022 foi a 7ª edição do concurso de beleza masculino de Mister Global, promovido pelo empresário Pradit Pradinunt em solo tailandês. A edição deste ano contou com a presença de trinta e três (33) países competindo pelo título, que pertencia ao sul-coreano eleito em 2019, Jong-Woo Kim. A cerimônia teve seu ápice no 15 de Março ao vivo pelo You Tube em Maha Sarakham, Tailândia. 

## Resultados

### Colocações
| Colocação             | País e Candidato |
| --------------------- | --- |
| Renunciou             | Espanha - Miguel Ángel Lucas |
| Assumiu               | Vietnã - Danh Chiếu Linh |
| 3º. Lugar             | Coreia do Sul - Dongwoo Shin |
| 4º. Lugar             | Venezuela - Juan Carlos da Silva |
| 5º. Lugar             | México - Gabriel Ortiz |
| Top 10 Semifinalistas | Brasil - Bruno Silva Cuba - Yaniel Ogando Estados Unidos - Dustin Davids Hong Kong - Anthony Lo Tailândia - Thiraphat Sittichai                                             |
| Top 17 Semifinalistas | Equador - Fabricio Caicedo Índia - Tseteej Shiwakoti Indonésia - Bagus Ajidani Laos - Pay Souliyamath Mianmar - Myo Htut Naing Nigéria - Emmanuel Somto Peru - Daniel Jares |

### Ordem dos anúncios
| 1. Hong Kong 2. México 3. Venezuela 4. Tailândia 5. Espanha 6. Nigéria 7. Estados Unidos 8. Peru 9. Mianmar 10. Coreia do Sul 11. Equador 12. Índia 13. Laos 14. Brasil 15. Indonésia 16. Vietnã 17. Cuba | 1. Vietnã 2. Cuba 3. México 4. Tailândia 5. Coreia do Sul 6. Venezuela 7. Brasil 8. Estados Unidos 9. Espanha 10. Hong Kong | 1. Vietnã 2. Venezuela 3. México 4. Coreia do Sul 5. Espanha |

## Quadro de Prêmios

### Prêmios Especiais
Houve a distribuição dos seguintes prêmios este ano:
| Prêmio                   | País e Candidato                 |
| ------------------------ | -------------------------------- |
| Mister Na Chuek          | Hong Kong - Anthony Lo           |
| Mister Kantharawichai    | Brasil - Bruno Silva 1           |
| Erb Gold Ambassador      | Coreia do Sul - Dongwoo Shin     |
| Erb Gold Video Challenge | Espanha - Miguel Ángel Lucas     |
| Selfie Challenge         | Indonésia - Bagus Ajidani        |
| Best Charming Smile      | Venezuela - Juan Carlos da Silva |
| Mister Photogenic        | Cuba - Yaniel Ogando             |
| Mister Popularity        | Nigéria - Emmanuel Somto         |
| Mister Congeniality      | Reino Unido - Lewis Ellis        |
| Best Physique            | Rep. Dominicana - Ariel Morales  |
| Best Model               | Indonésia - Bagus Ajidani        |

1 O candidato recebeu ฿10.000 bahts, o equivalente a R$1.500,00 reais.

#### The Most Inspirational Video Award
O vencedor desta categoria garantiu uma vaga no Top 17:
| Prêmio     | País e Candidato                                                                                           |
| ---------- | --- |
| 1          | Índia - Tseteej Shiwakoti                                                                                  |
| Finalistas | Estados Unidos - Dustin Davids França - Morgan Damerval Indonésia - Bagus Ajidani Nigéria - Emmanuel Somto |

#### The Best National Costume Award
O vencedor desta categoria apresentou a melhor fantasia nacional:
| Prêmio     | País e Candidato                                                                                             |
| ---------- | --- |
| 1          | Sri Lanca - Abhishek Pramuditha                                                                              |
| Finalistas | Equador - Fabricio Caicedo Estados Unidos - Dustin Davids Indonésia - Bagus Ajidani Nigéria - Emmanuel Somto |

## Candidatos
Disputaram o título este ano: 
| - África do Sul - Ruan Scheepers - Bolívia - Sergio Carrasco - Brasil - Bruno Silva - Camboja - Sovankirida Hor - Coreia do Sul - Dongwoo Shin - Cuba - Yaniel Ogando - Equador - Fabricio Caicedo - Espanha - Miguel Ángel Lucas - Estados Unidos - Dustin Davids - Filipinas - Mico Teng - França - Morgan Damerval | - Hong Kong - Anthony Lo - Índia - Tseteej Shiwakoti - Indonésia - Bagus Ajidani - Japão - Kiichiro Sakamoto - Laos - Pay Souliyamath - Malásia - Sreebathy Gobi - Macau - William Chak - México - Gabriel Ortiz - Mianmar - Myo Htut Naing - Nigéria - Emmanuel Somto - Panamá - Javier Vasquez | - Peru - Daniel Jares - Porto Rico - Jomar Josué - Reino Unido - Lewis Ellis - República Checa - Jiří Hemelka - Rep. Dominicana - Ariel Morales - Romênia - Bogdan Niccolo - Suíça - Samuel Gomez - Sri Lanca - Abhishek Pramuditha - Tailândia - Thiraphat Sittichai - Venezuela - Juan Carlos da Silva - Vietnã - Danh Chiếu Linh |

## Histórico
| - Chile - China - Chipre do Norte - Egito - Guão - Haiti - Nepal - Polônia - Portugal - Suécia - Taiwan - Togo - Tunísia | - Bolívia - Macau - Reino Unido - Romênia | - Bélgica - Nick Bontinck - Colômbia - David Eljach - Chipre do Norte - Mehmet Vahip - Haiti - Jerry Metilys Bena - Holanda - Mike Van Wijk |

### Substituição
- França - Arnaud Deregnaucourt ► Morgan Damerval

### Estatísticas
Candidatos por continente:
- Ásia: 14. (Cerca de 43% do total de candidatos)
- Américas: 11. (Cerca de 33% do total de candidatos)
- Europa: 6. (Cerca de 18% do total de candidatos)
- África: 2. (Cerca de 6% do total de candidatos)
- Oceania: 0. (Cerca de 0% do total de candidatos)